# OGLE-2013-BLG-0341L Bb
OGLE-2013-BLG-0341L Bb est une exoplanète gravitant autour de la naine rouge OGLE-2013-BLG-0341L B, composante secondaire de l'étoile binaire OGLE-2013-BLG-0341L située dans la constellation du Sagittaire.